# Gurukhola
Gurukhola (nep. गुरुखोला) – gaun wikas samiti w zachodniej części Nepalu w strefie Mahakali w dystrykcie Baitadi. Według nepalskiego spisu powszechnego z 2011 roku liczył on 834 gospodarstwa domowe i 4462 mieszkańców (2398 kobiet i 2064 mężczyzn).